# Gaisberg (berg i Österrike, Oberösterreich)
Gaisberg är ett berg i Österrike.   Det ligger i distriktet Kirchdorf och förbundslandet Oberösterreich, i den centrala delen av landet, 160 km väster om huvudstaden Wien. Toppen på Gaisberg är 1 267 meter över havet, eller 236 meter över den omgivande terrängen. Bredden vid basen är 2,6 km.
Terrängen runt Gaisberg är huvudsakligen kuperad. Närmaste större samhälle är Steyr, 18,1 km nordost om Gaisberg. 
I omgivningarna runt Gaisberg växer i huvudsak blandskog. Runt Gaisberg är det ganska glesbefolkat, med 45 invånare per kvadratkilometer.